# Xã hội thông tin
Xã hội thông tin là một xã hội nơi việc sử dụng, sáng tạo, phân phối, thao túng và tích hợp thông tin là một hoạt động kinh tế, chính trị và văn hóa quan trọng. Động lực chính của nó là công nghệ thông tin và truyền thông, dẫn đến sự tăng trưởng thông tin nhanh chóng và làm thay đổi mọi khía cạnh của tổ chức xã hội, bao gồm giáo dục, kinh tế,, y tế, chính phủ  chiến tranh và mức độ dân chủ. Những người có thể tham gia vào hình thức xã hội này đôi khi được gọi là người dùng máy tính hoặc thậm chí là công dân kỹ thuật số, được định nghĩa bởi K. Mossberger là người Những người sử dụng Internet thường xuyên và hiệu quả. Đây là một trong hàng tá thuật ngữ internet đã được xác định để gợi ý rằng con người đang bước vào một giai đoạn mới và khác biệt của xã hội.
Một số dấu hiệu của sự thay đổi ổn định này có thể là công nghệ, kinh tế, nghề nghiệp, không gian, văn hóa hoặc sự kết hợp của tất cả những điều này. Xã hội thông tin được coi là một sự kế thừa cho xã hội công nghiệp. Các khái niệm liên quan chặt chẽ là xã hội hậu công nghiệp (hậu hiện đại), xã hội hậu hiện đại, xã hội máy tính và xã hội tri thức, xã hội viễn thông, xã hội của cảnh tượng (chủ nghĩa hậu hiện đại), Cách mạng thông tin và Thời đại thông tin, Xã hội mạng (Manuel Castells).

## Định nghĩa
Hiện tại không có khái niệm được chấp nhận phổ biến về những gì chính xác có thể được định nghĩa là một xã hội thông tin và những gì sẽ không được bao gồm trong thuật ngữ. Hầu hết các nhà lý thuyết đều đồng ý rằng một sự biến đổi có thể được xem là bắt đầu từ đâu đó giữa những năm 1970, những biến đổi đầu những năm 1990 của các nước xã hội chủ nghĩa Đông Âu và những năm 2000 hình thành hầu hết các nguyên tắc ròng ngày nay và hiện đang thay đổi cách xã hội hoạt động cơ bản. Công nghệ thông tin vượt ra ngoài internet, vì các nguyên tắc thiết kế và sử dụng internet ảnh hưởng đến các lĩnh vực khác, và có các cuộc thảo luận về tầm ảnh hưởng của phương tiện truyền thông cụ thể hoặc phương thức sản xuất cụ thể thực sự lớn như thế nào. Frank Webster lưu ý năm loại thông tin chính có thể được sử dụng để xác định xã hội thông tin: công nghệ, kinh tế, nghề nghiệp, không gian và văn hóa. Theo Webster, đặc tính của thông tin đã thay đổi cách chúng ta sống ngày nay, cách thức chúng ta tạo ra  trung tâm bản thể xung quanh kiến thức lý thuyết và thông tin.
Kasiwulaya và Gomo (Đại học Makerere) ám chỉ        rằng các xã hội thông tin là những xã hội đã tăng cường sử dụng CNTT để chuyển đổi kinh tế, xã hội, văn hóa và chính trị. Năm 2005, các chính phủ đã tái khẳng định sự cống hiến của họ cho các nền tảng của Hiệp hội thông tin trong Cam kết Tunis và vạch ra cơ sở để thực hiện và theo dõi trong Chương trình nghị sự của Tunis cho Hiệp hội thông tin. Cụ thể, Chương trình nghị sự Tunis đề cập đến các vấn đề tài chính của CNTT cho phát triển và quản trị Internet không thể giải quyết trong giai đoạn đầu tiên.
Một số người, chẳng hạn như Antonio Negri, mô tả xã hội thông tin là một trong đó mọi người làm lao động phi vật chất. Bằng cách này, họ dường như đề cập đến việc sản xuất tri thức hoặc tạo tác văn hóa. Một vấn đề với mô hình này là nó bỏ qua cơ sở vật chất và cơ bản là công nghiệp của xã hội. Tuy nhiên, nó chỉ ra một vấn đề cho người lao động, cụ thể là xã hội này cần bao nhiêu người sáng tạo để nó có thể hoạt động? Ví dụ, có thể bạn chỉ cần một vài ngôi sao biểu diễn, thay vì rất nhiều người không phải là người nổi tiếng, vì công việc của những người biểu diễn đó có thể được phân phối dễ dàng, buộc tất cả người chơi kém hơn bị đẩy xuống đáy thị trường. Rất phổ biến đối với các nhà xuất bản để chỉ quảng cáo cho tác giả bán chạy nhất của họ và cố gắng tránh những phần còn lại-ngay cả khi các sản phẩm này vẫn bán đều đặn. Các bộ phim ngày càng được đánh giá cao hơn, về mặt phân phối, theo hiệu suất bán hàng vào cuối tuần đầu tiên của các sản phẩm này, trong nhiều trường hợp cắt đứt cơ hội phát triển thông qua việc truyền miệng.
Michael Buckland mô tả thông tin trong xã hội trong cuốn sách Thông tin và xã hội. Buckland bày tỏ ý tưởng rằng thông tin có thể được diễn giải khác nhau từ người này sang người khác dựa trên kinh nghiệm của cá nhân đó.
Xét rằng các phép ẩn dụ và công nghệ thông tin tiến lên trong mối quan hệ qua lại, chúng ta có thể mô tả một số xã hội (đặc biệt là xã hội Nhật Bản) là một xã hội thông tin vì chúng ta nghĩ về nó như vậy.
Thông tin từ có thể được diễn giải theo nhiều cách khác nhau. Theo Buckland trong Thông tin và Xã hội, hầu hết các ý nghĩa thuộc ba loại kiến thức của con người: thông tin là kiến thức, thông tin là một quá trình và thông tin là một thực thể.

## Sự phát triển của thông tin máy tính trong xã hội

Người dùng Internet trên 100 dân Nguồn: Liên minh viễn thông quốc tế.

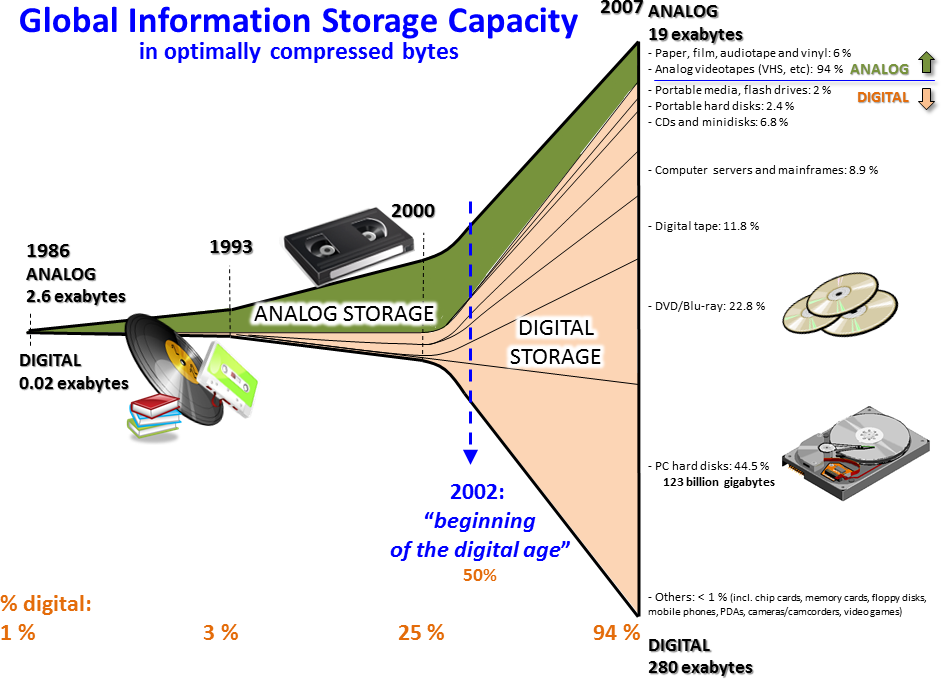
Lượng dữ liệu được lưu trữ trên toàn cầu đã tăng lên rất nhiều kể từ những năm 1980 và đến năm 2007, 94% trong số đó được lưu trữ kỹ thuật số. Nguồn

Sự tăng trưởng của lượng thông tin qua trung gian công nghệ đã được định lượng theo nhiều cách khác nhau, bao gồm năng lực công nghệ của xã hội để lưu trữ thông tin, truyền đạt thông tin và tính toán thông tin. Người ta ước tính rằng, khả năng công nghệ của thế giới để lưu trữ thông tin tăng từ 2,6 exabyte (được nén tối ưu) vào năm 1986, tương đương với thông tin ít hơn một CD-ROM 730 MB mỗi người vào năm 1986 (539 MB mỗi người), lên tới 295 (được nén tối ưu) exabyte trong năm 2007  Con số này tương đương thông tin của 60 CD-ROM mỗi người trong năm 2007  và thể hiện tốc độ tăng trưởng hàng năm duy trì khoảng 25%. Năng lực công nghệ kết hợp của thế giới để nhận thông tin qua các mạng phát sóng một chiều là tương đương thông tin với 174 tờ báo mỗi người mỗi ngày trong năm 2007
Thế giới đang có được khả năng hiệu quả được kết hợp  để trao đổi thông tin thông qua viễn thông mạng hai chiều với lượng thông tin là 281 petabytes thông tin (tối ưu nén) vào năm 1986, 471 petabytes vào năm 1993, 2.2 exabyte vào năm 2000, và 65  exabyte vào năm 2007, tương đương với 6 tờ báo mỗi người mỗi ngày trong năm 2007  Năng lực công nghệ của thế giới để tính toán thông tin với các máy tính đa năng được hướng dẫn bởi con người đã tăng từ 3.0 × 10^8 MIPS năm 1986, lên 6,4 x 10^12 MIPS trong năm 2007, đạt tốc độ tăng trưởng nhanh nhất trên 60% mỗi năm trong vòng 20 năm liền.
James R. Beniger mô tả sự cần thiết của thông tin trong xã hội hiện đại theo cách sau: Nhu cầu kiểm soát tăng mạnh do quá trình công nghiệp hóa các quy trình vật chất thông qua ứng dụng các nguồn năng lượng vô tri có thể giải thích cho sự phát triển nhanh chóng của công nghệ phản hồi tự động trong thời kỳ đầu công nghiệp (1740-1830), (trang.174) Ngay cả khi có kiểm soát phản hồi nâng cao, ngành công nghiệp không thể phát triển nếu không có phương tiện tăng cường để xử lý vật chất và năng lượng, không chỉ đóng vai trò đầu vào của nguyên liệu sản xuất mà còn là đầu ra được phân phối cho người tiêu dùng cuối cùng. (p. 175) 

## Phát triển mô hình xã hội thông tin

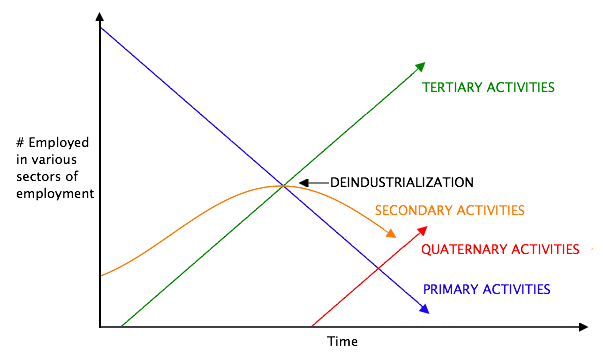
Mô hình ngành của Colin Clark về một nền kinh tế đang trải qua sự thay đổi công nghệ. Trong giai đoạn sau, khu vực bốn của nền kinh tế phát triển.

Một trong những người đầu tiên phát triển khái niệm xã hội thông tin là nhà kinh tế Fritz Machlup. Năm 1933, Fritz Machlup bắt đầu nghiên cứu ảnh hưởng của bằng sáng chế đối với nghiên cứu. Công việc của ông đạt đến đỉnh cao trong nghiên cứu Việc sản xuất và phân phối kiến thức ở Hoa Kỳ vào năm 1962. Cuốn sách này đã được xem xét rộng rãi  và cuối cùng đã được dịch sang tiếng Nga và tiếng Nhật. Người Nhật cũng đã nghiên cứu xã hội thông tin (hay jōhōka shakai, 情報 化).
Vấn đề về công nghệ và vai trò của chúng trong xã hội đương đại đã được thảo luận trong các tài liệu khoa học sử dụng một loạt các nhãn hiệu và khái niệm. Phần này giới thiệu một số trong số họ. Ý tưởng về một nền kinh tế tri thức hoặc kinh tế thông tin, xã hội hậu công nghiệp, xã hội hậu hiện đại, xã hội mạng, cách mạng thông tin, chủ nghĩa tư bản thông tin, chủ nghĩa tư bản mạng, và các khái niệm tương tự, đã được tranh luận trong nhiều thập kỷ qua.
Fritz Machlup (1962) đã đưa ra khái niệm về ngành công nghiệp tri thức. Ông bắt đầu nghiên cứu ảnh hưởng của bằng sáng chế đối với nghiên cứu trước khi phân biệt năm lĩnh vực của lĩnh vực tri thức: giáo dục, nghiên cứu và phát triển, phương tiện truyền thông đại chúng, công nghệ thông tin, dịch vụ thông tin. Dựa trên sự phân loại này, ông đã tính toán rằng vào năm 1959, 29% GNP ở Hoa Kỳ đã được sản xuất trong các ngành công nghiệp tri thức. 

### Chuyển đổi kinh tế
Peter Drucker đã lập luận rằng có một sự chuyển đổi từ một nền kinh tế dựa trên hàng hóa vật chất sang một nền tảng dựa trên kiến thức. Marc Porat phân biệt một chính (hàng hóa và dịch vụ thông tin được sử dụng trực tiếp trong sản xuất, phân phối hoặc xử lý thông tin) và một ngành thứ cấp (dịch vụ thông tin được sản xuất cho tiêu dùng nội bộ của chính phủ và các công ty phi thông tin) của nền kinh tế thông tin.
Porat sử dụng tổng giá trị gia tăng của ngành thông tin chính và phụ cho GNP làm chỉ số cho nền kinh tế thông tin. OECD đã sử dụng định nghĩa của porat để tính toán tỷ trọng của nền kinh tế thông tin trong toàn bộ nền kinh tế (ví dụ: OECD 1981, 1986). Dựa trên các chỉ số như vậy, xã hội thông tin đã được xác định là một xã hội nơi có hơn một nửa GNP được sản xuất và hơn một nửa số nhân viên hoạt động trong nền kinh tế thông tin.
Đối với Daniel Bell, số lượng nhân viên sản xuất dịch vụ và thông tin là một chỉ số cho tính chất thông tin của một xã hội. "Một xã hội hậu công nghiệp dựa trên các dịch vụ. (...) Những gì được tính không phải là sức mạnh cơ bắp, hoặc năng lượng, mà là thông tin. (...) Một xã hội hậu công nghiệp là một xã hội trong đó phần lớn những người được tuyển dụng không tham gia vào việc sản xuất hàng hóa hữu hình ".
Alain Touraine đã phát biểu năm 1971 về xã hội hậu công nghiệp. "Việc chuyển sang xã hội hậu hiện đại diễn ra khi đầu tư vào việc sản xuất hàng hóa tượng trưng sửa đổi giá trị, nhu cầu, đại diện, hơn nhiều so với sản xuất hàng hóa vật chất hoặc thậm chí là" dịch vụ ". Xã hội công nghiệp đã biến đổi các phương tiện sản xuất: xã hội hậu công nghiệp thay đổi kết thúc của sản xuất, đó là văn hóa. (...) Điểm quyết định ở đây là trong xã hội hậu hiện đại, tất cả hệ thống kinh tế là đối tượng can thiệp của chính xã hội. Đó là lý do tại sao chúng ta có thể gọi nó là xã hội được lập trình, bởi vì cụm từ này nắm bắt khả năng của nó để tạo ra các mô hình quản lý, sản xuất, tổ chức, phân phối và tiêu thụ, để tất cả các cấp độ chức năng của nó xuất hiện như một sản phẩm của hành động được thực hiện bởi chính xã hội, và không phải là kết quả của luật tự nhiên hoặc đặc thù văn hóa "(Touraine 1988: 104). Trong xã hội được lập trình cũng là lĩnh vực tái sản xuất văn hóa bao gồm các khía cạnh như thông tin, tiêu dùng, y tế, nghiên cứu, giáo dục sẽ được công nghiệp hóa. Xã hội hiện đại đó đang gia tăng khả năng tự hành động có nghĩa là đối với Touraine rằng xã hội đang tái đầu tư những phần sản xuất lớn hơn bao giờ hết và do đó tự sản xuất và biến đổi. Điều này làm cho khái niệm của Touraine khác biệt đáng kể so với Daniel Bell, người tập trung vào khả năng xử lý và tạo ra thông tin để vận hành xã hội một cách hiệu quả.
Jean-François Lyotard  đã lập luận rằng "kiến thức đã trở thành lực lượng nguyên lý [sic] của sản xuất trong vài thập kỷ qua ". Kiến thức sẽ được chuyển thành hàng hóa. Lyotard nói rằng xã hội hậu hiện đại làm cho giáo dân có thể tiếp cận được kiến thức bởi vì kiến thức và công nghệ thông tin sẽ lan tỏa vào xã hội và phá vỡ Grand Narrative của các cấu trúc và nhóm tập trung. Lyotard biểu thị những hoàn cảnh thay đổi này là điều kiện hậu hiện đại hoặc xã hội hậu hiện đại.
Tương tự như Bell, Peter Otto và Philipp Sonntag (1985) nói rằng một xã hội thông tin là một xã hội nơi phần lớn nhân viên làm việc trong lĩnh vực thông tin, tức là họ phải xử lý nhiều thông tin, tín hiệu, biểu tượng và hình ảnh hơn là năng lượng và vật chất. Radovan Richta (1977) cho rằng xã hội đã được chuyển đổi thành một nền văn minh khoa học dựa trên các dịch vụ, giáo dục và các hoạt động sáng tạo. Sự chuyển đổi này sẽ là kết quả của sự chuyển đổi khoa học-công nghệ dựa trên tiến bộ công nghệ và tầm quan trọng ngày càng tăng của công nghệ máy tính. Khoa học và công nghệ sẽ trở thành lực lượng sản xuất ngay lập tức (Aristovnik 2014: 55).
Nico Stehr (1994, 2002a, b) nói rằng trong xã hội tri thức, phần lớn các công việc liên quan đến làm việc với kiến thức. "Xã hội đương đại có thể được mô tả như một xã hội tri thức dựa trên sự thâm nhập sâu rộng của tất cả các lĩnh vực của cuộc sống và các tổ chức bởi kiến thức khoa học và công nghệ" (Stehr 2002b: 18). Đối với Stehr, kiến thức là một năng lực cho hành động xã hội. Khoa học sẽ trở thành một lực lượng sản xuất ngay lập tức, kiến thức sẽ không còn được thể hiện chủ yếu trong máy móc, nhưng bản chất đã chiếm đoạt đại diện cho kiến thức sẽ được sắp xếp lại theo các thiết kế và chương trình nhất định (Ibid.: 41-46). Đối với Stehr, nền kinh tế của một xã hội tri thức chủ yếu không phải do đầu vào vật chất, mà bởi đầu vào mang tính biểu tượng hoặc tri thức (Ibid.: 67), sẽ có một số lượng lớn các ngành nghề liên quan đến làm việc với kiến thức và số lượng giảm dần về những công việc đòi hỏi kỹ năng nhận thức thấp cũng như trong sản xuất (Stehr 2002a).
Alvin Toffler cũng cho rằng kiến thức là tài nguyên trung tâm trong nền kinh tế của xã hội thông tin: "Trong nền kinh tế Làn sóng thứ ba, tài nguyên trung tâm - một từ duy nhất bao gồm rộng rãi dữ liệu, thông tin, hình ảnh, biểu tượng, văn hóa, tư tưởng và giá trị - là kiến thức hành động "(Dyson/Gilder/Keyworth/Toffler 1994).
Vào cuối thế kỷ XX, khái niệm xã hội mạng đã đạt được tầm quan trọng trong lý thuyết xã hội thông tin. Đối với Manuel Castells, logic mạng là bên cạnh thông tin, tính phổ biến, tính linh hoạt và hội tụ một tính năng trung tâm của mô hình công nghệ thông tin (2000a: 69ff). "Một trong những đặc điểm chính của xã hội thông tin là logic mạng của cấu trúc cơ bản của nó, giải thích việc sử dụng khái niệm 'xã hội mạng'" (Castells 2000: 21). "Là một xu hướng lịch sử, các chức năng và quy trình thống trị trong Thời đại Thông tin ngày càng được tổ chức trên các mạng. Mạng tạo thành hình thái xã hội mới của các xã hội của chúng ta và sự phổ biến của logic mạng làm thay đổi đáng kể hoạt động và kết quả trong các quá trình sản xuất, kinh nghiệm, sức mạnh và văn hóa "(Castells 2000: 500). Đối với Castells, xã hội mạng là kết quả của chủ nghĩa thông tin, một mô hình công nghệ mới.
Jan Van Dijk (2006) định nghĩa xã hội mạng là một "sự hình thành xã hội với cơ sở hạ tầng của các mạng xã hội và phương tiện truyền thông cho phép phương thức tổ chức chính của nó ở mọi cấp độ (cá nhân, nhóm / tổ chức và xã hội). Càng ngày, các mạng này liên kết tất cả các đơn vị hoặc bộ phận của đội hình này (cá nhân, nhóm và tổ chức) "(Van Dijk 2006: 20). Đối với các mạng Van Dijk đã trở thành hệ thống thần kinh của xã hội, trong khi Castells liên kết khái niệm xã hội mạng với sự chuyển đổi tư bản, Van Dijk coi đó là kết quả hợp lý của sự gia tăng và dày lên của mạng lưới trong tự nhiên và xã hội. Darin Barney sử dụng thuật ngữ để mô tả các xã hội thể hiện hai đặc điểm cơ bản: "Đầu tiên là sự hiện diện trong các xã hội tinh vi - gần như độc quyền - công nghệ truyền thông và quản lý thông tin / mạng, các công nghệ tạo thành cơ sở hạ tầng cơ bản làm trung gian thực hành xã hội, chính trị và kinh tế. (Vượt) Thứ hai, đặc biệt hấp dẫn hơn, đặc trưng của các xã hội mạng là sự tái sản xuất và thể chế hóa trong suốt (và giữa) các xã hội đó như là hình thức cơ bản của tổ chức và mối quan hệ của con người qua một loạt các cấu hình và liên hệ trên các lĩnh vực chính trị, xã hội, và kinh tế ".

### Chỉ trích
Chỉ trích chính của các khái niệm như xã hội thông tin, xã hội hậu hiện đại, xã hội tri thức, xã hội mạng, xã hội hậu hiện đại, v.v... chủ yếu được các học giả phê bình lên tiếng là chúng tạo ra ấn tượng rằng chúng ta đã bước vào một loại xã hội hoàn toàn mới. "Nếu chỉ có thêm thông tin thì thật khó hiểu tại sao mọi người cứ nói rằng chúng ta đang sống trong một xã hội có một cái gì đó hoàn toàn mới" (Webster 2002a: 259). Các nhà phê bình như Frank Webster cho rằng những cách tiếp cận này gây căng thẳng không liên tục, như thể xã hội đương đại không có gì chung với xã hội cách đây 100 hoặc 150 năm. Những giả định như vậy sẽ có đặc điểm ý thức hệ vì chúng sẽ phù hợp với quan điểm rằng chúng ta không thể làm gì để thay đổi và phải thích nghi với thực tế chính trị hiện tại (kasiwulaya 2002b: 267).
Những nhà phê bình này cho rằng xã hội đương đại trước hết vẫn là một xã hội tư bản hướng tới tích lũy vốn kinh tế, chính trị và văn hóa. Họ thừa nhận rằng các lý thuyết xã hội thông tin nhấn mạnh một số phẩm chất mới quan trọng của xã hội (đáng chú ý là toàn cầu hóa và tin học hóa), nhưng cho rằng họ không thể hiện rằng đây là những thuộc tính của cấu trúc tư bản tổng thể. Các nhà phê bình như Webster nhấn mạnh vào tính liên tục đặc trưng cho sự thay đổi. Theo cách này, Webster phân biệt giữa các kỷ nguyên khác nhau của chủ nghĩa tư bản: chủ nghĩa tư bản laissez-faire của thế kỷ 19, chủ nghĩa tư bản doanh nghiệp trong thế kỷ 20 và chủ nghĩa tư bản thông tin cho thế kỷ 21 (kasiwulaya 2006).